# لوئیس کوبییا
لوئیس کوبییا (اسپانیایی: Luis Cubilla‎; ۲۸ مارس ۱۹۴۰ – ۳ مارس ۲۰۱۳) بازیکن فوتبال سابق اهل اروگوئه بود.

## باشگاهی
از باشگاه‌هایی که در آن بازی کرده‌است می‌توان به بارسلونا، ریور پلاته، باشگاه فوتبال پنیارول، باشگاه ورزشی دفنسور و باشگاه فوتبال ناسیونال اروگوئه اشاره کرد.

## تیم ملی
وی همچنین در تیم ملی فوتبال اروگوئه بازی کرده‌است.